# NGC 1028
NGC 1028 ist eine spiralförmige Radiogalaxie vom Hubble-Typ SBc im Sternbild Widder nördlich der Ekliptik. Sie ist schätzungsweise 386 Millionen Lichtjahre von der Milchstraße entfernt und hat einen Durchmesser von etwa 60.000 Lichtjahren. Vom Sonnensystem aus entfernt sich daie Galaxie mit einer errechneten Radialgeschwindigkeit von näherungsweise 8.600 Kilometern pro Sekunde.
Gemeinsam mit NGC 1024 und NGC 1029 bildet sie das optische Galaxientrio KTG 9.
Die Supernova SN 2009M wurde hier beobachtet.
Das Objekt wurde am 1. Oktober 1864 vom deutschen Astronomen Albert Marth entdeckt.

## Galaktisches Umfeld
| Nr. | Galaxie          | Alternativname          | Rek           | Dek           | Distanz/asec |
| --- | ---------------- | ----------------------- | ------------- | ------------- | ------------ |
| →   | NGC 1028         | LEDA/PGC 10068          | 02h39m37.15s  | +10d50m37.2s  | 0            |
| 1   | NGC 1029         | LEDA/PGC 10078          | 02h39m36.54s  | +10d47m36.0s  | 181.83       |
| 2   | LEDA/PGC 1383950 | 2MASX J02393220+1045041 | 02h39m32.19s  | +10d45m04.3s  | 340.21       |
| 3   | LEDA/PGC 1384047 | 2MASX J02392466+1045321 | 02h39m24.66s  | +10d45m32.1s  | 355.81       |
| 4   | NGC 1024         | LEDA/PGC 10048          | 02h39m11.96s  | +10d50m48.6s  | 371.12       |
| 5   | LEDA/PGC 1383737 | 2MASX J02393606+1044091 | 02h39m36.094s | +10d44m09.04s | 388.67       |
| 6   | LEDA/PGC 1386658 | 2MASX J02390761+1056265 | 02h39m07.59s  | +10d56m26.6s  | 558.89       |
| 7   | LEDA/PGC 1382834 | 2MASX J02394177+1040121 | 02h39m41.79s  | +10d40m12.4s  | 628.08       |
| 8   | LEDA/PGC 1383494 | 2MASX J02390253+1043015 | 02h39m02.55s  | +10d43m01.2s  | 684.05       |
| 9   | LEDA/PGC 1383818 | 2MASX J02385724+1044314 | 02h38m57.25s  | +10d44m31.4s  | 693.25       |
| 10  | LEDA/PGC 1385855 | 2MASX J02384440+1052564 | 02h38m44.42s  | +10d52m56.6s  | 789.45       |
| 11  | LEDA/PGC 87186   | LSBC F687-01            | 02h40m24.5s   | +10d56m44s    | 800.05       |
| 12  | LEDA/PGC 90628   | 2MASX J02384244+1046185 | 02h38m42.48s  | +10d46m19.1s  | 846.40       |
| 13  | LEDA/PGC 1384247 | 2MASX J02383851+1046165 | 02h38m38.50s  | +10d46m16.7s  | 902.43       |